# Gesaffelstein
Gesaffelstein (* 24. Juni 1985 in Lyon; bürgerlich Mike Levy) ist ein französischer DJ, Musiker und Musikproduzent.

## Leben
Mike Levy wuchs in Lyon auf. Er begann mit 16 Jahren selbst Musik zu produzieren. Unter dem Label OD Records erschien 2008 seine erste Veröffentlichung unter dem Künstlernamen Gesaffelstein, der eine Kombination aus dem Wort „Gesamtkunstwerk“ und dem Namen Albert Einsteins darstellt.
Nach zahlreichen weiteren Singles sowie Remixarbeiten für Künstler wie The Hacker, Lana Del Rey und Justice erschien 2013 mit Aleph Gesaffelsteins Debütalbum.
Zu dem Thriller Der Bodyguard – Sein letzter Auftrag (Maryland, 2015) von Alice Winocour, der bei den Internationalen Filmfestspiele von Cannes 2015 debütierte, komponierte Gesaffelstein die Filmmusik.
Gemeinsam mit seinem langjährigen Weggefährten Brodinski sowie Daft Punk produzierte Gesaffelstein auch zwei Stücke für Kanye Wests Album Yeezus.

## Diskografie (Auswahl)

### Alben
- 2013: Aleph (Parlophone)
- 2015: Maryland (OST) (Vinyl Factory[5])
- 2019: Hyperion (Columbia Records)
- 2024: Gamma (Columbia Records)

### Singles und EPs
- 2008: Vengeance Factory (OD Records)
- 2008: Modern Walk (GoodLife)
- 2009: The Operator (Zone)
- 2009: The Other (Vinyl EP Original Version) (Module Records, Citizen Records)
- 2010: Turbo 093 – Variations (Turbo)
- 2011: Conspiracy PT. I (Turbo)
- 2011: Conspiracy PT. II (Turbo)
- 2011: Aufstand (Fabric (London))
- 2011: Selected Faces (Scandium Records)
- 2011: Bromance #1: Control Movement (mit Brodinski; Bromance Records)
- 2012: Conspiracy Remixes (Turbo)
- 2012: Bromance #4: Rise of Depravity (Bromance Records)
- 2013: Pursuit (OWSLA)
- 2013: Hate or Glory (Parlophone)
- 2015: Conquistador (mit Jean-Michel Jarre; Columbia/Sony)

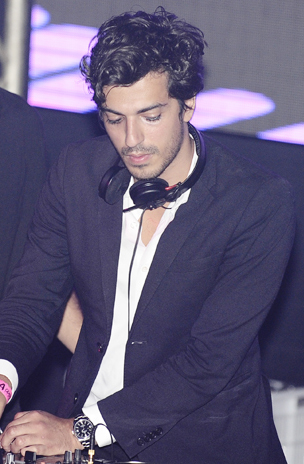
Gesaffelstein 2012 bei einem Auftritt im Amnesia, Ibiza

- 2018: I Was Never There (mit The Weeknd, UK: Gold)
- 2018: Hurt You (mit The Weeknd, UK: Silber)
- 2019: Lost in the Fire (mit The Weeknd)
- 2019: Blast Off (mit Pharrell Williams)
- 2019: Novo Sonic System
- 2022: TW20 50 (mit KayCyy)
- 2023: TW20 52 (mit KayCyy)
- 2024: Hard Dreams (mit Yan Wagner)
- 2025: Killah (mit Lady Gaga)

### Remixe
- 2009: F + S – Lump
- 2010: David Carretta – New Disco Beat
- 2010: Cassius – Les Enfants
- 2011: ZZT – Zzafrika
- 2011: Arnaud Rebotini – All You Need Is Techno
- 2011: Cassius – I <3 U So
- 2011: Duck Sauce – Big Bad Wolf
- 2012: Erol Alkan & Boys Noize – Lemonade
- 2012: The Hacker – Shockwave
- 2012: Lana Del Rey – Blue Jeans
- 2012: Zombie Zombie – Rocket Number 9
- 2012: VCMG – Aftermaths
- 2013: Justice – Helix
- 2013: Depeche Mode – Goodbye
- 2025: Abracadabra – Lady Gaga